# Hungria nos Jogos Olímpicos de Inverno de 2010

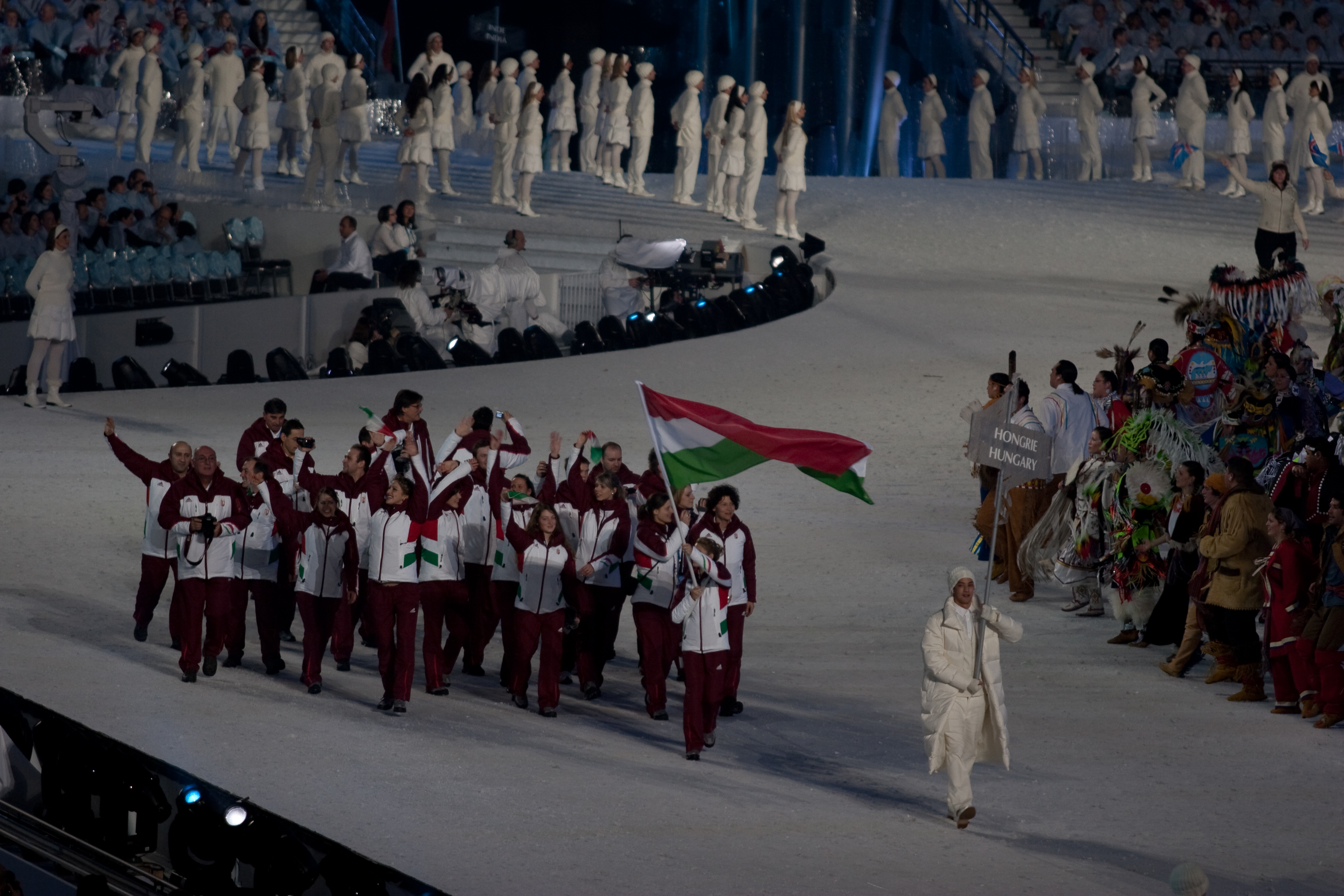
Delegação húngara durante a cerimônia de abertura.

A Hungria participou dos Jogos Olímpicos de Inverno de 2010, realizados em Vancouver, no Canadá. O país esteve presente em todas as edições de Jogos Olímpicos de Inverno já realizadas.

## Desempenho

### Biatlo
Masculino
| Atleta          | Evento     | Final   | Final       | Final   |
| Atleta          | Evento     | Tempo   | Penalidades | Posição |
| --------------- | ---------- | ------- | ----------- | ------- |
| Imre Tagscherer | Velocidade | 28:38.8 | 4 (2+2)     | 80º     |
| Imre Tagscherer | Individual | 58:02.6 | 4 (1+3+0+0) | 82º     |

### Esqui alpino
Feminino
| Atleta      | Evento         | Corrida 1 | Corrida 2 | Total   | Pos. |
| ----------- | -------------- | --------- | --------- | ------- | ---- |
| Anna Berecz | Downhill       |           |           | 1:57.86 | 35º  |
| Anna Berecz | Combinado      | 1:33.47   | 49.50     | 2:22.97 | 27º  |
| Anna Berecz | Slalom         | 59.81     | 59.82     | 1:59.63 | 45º  |
| Anna Berecz | Super-G        |           |           | DNF     | DNF  |
| Anna Berecz | Slalom gigante | 1:22.29   | 1:18.58   | 2:40.87 | 42º  |
| Zsófia Döme | Slalom         | 58.74     | 59.58     | 1:58.32 | 44º  |
| Zsófia Döme | Super-G        |           |           | 1:29.09 | 36º  |
| Zsófia Döme | Slalom gigante | DNF       | DNF       | DNF     | DNF  |

Masculino
| Atleta      | Evento         | Corrida 1 | Corrida 2 | Total   | Pos. |
| ----------- | -------------- | --------- | --------- | ------- | ---- |
| Márton Bene | Slalom gigante | 1:31.08   | 1:34.89   | 3:05.97 | 71º  |
| Márton Bene | Slalom         | DNF       | DNF       | DNF     | DNF  |

### Esqui cross-country
Feminino
| Atleta       | Evento      | Final   | Final |
| Atleta       | Evento      | Tempo   | Pos.  |
| ------------ | ----------- | ------- | ----- |
| Vera Viczián | 10 km livre | 33:45.8 | 74º   |

Masculino
| Atleta            | Evento      | Final   | Final |
| Atleta            | Evento      | Tempo   | Pos.  |
| ----------------- | ----------- | ------- | ----- |
| Zoltán Tagscherer | 15 km livre | 41:15.0 | 81º   |

### Patinação artística
| Atleta          | Evento              | Programa curto | Programa curto | Programa longo | Programa longo | Total  | Total |
| Atleta          | Evento              | Pontos         | Pos.           | Pontos         | Pos.           | Pontos | Pos.  |
| --------------- | ------------------- | -------------- | -------------- | -------------- | -------------- | ------ | ----- |
| Júlia Sebestyén | Individual feminino | 57.46          | 13º            | 93.80          | 16º            | 151.26 | 17º   |

| Atletas                     | Evento        | Dança obrigatória | Dança obrigatória | Dança original | Dança original | Dança livre | Dança livre | Total  | Total |
| Atletas                     | Evento        | Pts.              | Pos.              | Pts.           | Pos.           | Pts.        | Pos.        | Pts.   | Pos.  |
| --------------------------- | ------------- | ----------------- | ----------------- | -------------- | -------------- | ----------- | ----------- | ------ | ----- |
| Nóra Hoffmann Maxim Zavozin | Dança no gelo | 31.90             | 13º               | 51.22          | 13º            | 84.11       | 13º         | 167.23 | 13º   |

### Patinação de velocidade em pista curta
Feminino
| Atleta                                                    | Evento             | Preliminar | Preliminar | Quartas     | Quartas     | Semifinal   | Semifinal   | Final            | Final       |
| Atleta                                                    | Evento             | Tempo      | Pos.       | Tempo       | Pos.        | Tempo       | Pos.        | Tempo            | Pos.        |
| --------------------------------------------------------- | ------------------ | ---------- | ---------- | ----------- | ----------- | ----------- | ----------- | ---------------- | ----------- |
| Erika Huszár                                              | 500 metros         | 44.537     | 3º         | Não avançou | Não avançou | Não avançou | Não avançou | Não avançou      | Não avançou |
| Erika Huszár                                              | 1000 metros        | DSQ        | DSQ        | Não avançou | Não avançou | Não avançou | Não avançou | Não avançou      | Não avançou |
| Erika Huszár                                              | 1500 metros        | 2:27.487   | 3º         |             |             | 2:24.192    | 1º          | 2:19.251         | 6º          |
| Bernadett Heidum                                          | 1000 metros        | 1:31.125   | 2º         | 1:30.313    | 3º          | Não avançou | Não avançou | Não avançou      | Não avançou |
| Bernadett Heidum                                          | 1500 metros        | 2:30.332   | 4º         |             |             | Não avançou | Não avançou | Não avançou      | Não avançou |
| Rózsa Darázs                                              | 1500 metros        | DSQ        | DSQ        |             |             | Não avançou | Não avançou | Não avançou      | Não avançou |
| Rózsa Darázs Bernadett Heidum Erika Huszár Andrea Keszler | Revezamento 3000 m |            |            |             |             | 4:17.487    | 4º          | Final B 4:17.937 | 5º          |

Masculino
| Atleta       | Evento      | Preliminar | Preliminar | Quartas     | Quartas     | Semifinal   | Semifinal   | Final       | Final       |
| Atleta       | Evento      | Tempo      | Pos.       | Tempo       | Pos.        | Tempo       | Pos.        | Tempo       | Pos.        |
| ------------ | ----------- | ---------- | ---------- | ----------- | ----------- | ----------- | ----------- | ----------- | ----------- |
| Viktor Knoch | 500 metros  | 42.197     | 4º         | Não avançou | Não avançou | Não avançou | Não avançou | Não avançou | Não avançou |
| Viktor Knoch | 1000 metros | 1:26.279   | 3º         | Não avançou | Não avançou | Não avançou | Não avançou | Não avançou | Não avançou |
| Viktor Knoch | 1500 metros | 2:16.826   | 5º         |             |             | Não avançou | Não avançou | Não avançou | Não avançou |
| Péter Darázs | 500 metros  | 42.800     | 3º         | Não avançou | Não avançou | Não avançou | Não avançou | Não avançou | Não avançou |
| Péter Darázs | 1500 metros | 2:18.827   | 3º         |             |             | 2:18.349    | 7º          | Não avançou | Não avançou |

Legenda
| Recorde mundial      | Recorde mundial (World record)               |                       | Recorde africano                      | Recorde africano (African) |                                           | Q | Classificado por posição (Qualified) |
| Recorde olímpico     | Recorde olímpico (Olympic record)            | Recorde da América    | Recorde da América (Americas)         | q                          | Classificado por melhor tempo (Qualified) |   |                                      |
| Melhor marca do ano  | Melhor marca do ano (World leading)          | Recorde asiático      | Recorde asiático (Asian)              | DNS                        | Não largou (Did not start)                |   |                                      |
| Recorde nacional     | Recorde nacional (National record)           | Recorde europeu       | Recorde europeu (European)            | DNF                        | Não terminou (Did not finish)             |   |                                      |
| Recorde pessoal      | Recorde pessoal do atleta (Personal best)    | Recorde da Oceania    | Recorde da Oceania (Oceania)          | DSQ / DQ                   | Desclassificado (Disqualified)            |   |                                      |
| Recorde da temporada | Recorde da temporada do atleta (Season best) | Recorde sul-americano | Recorde sul-americano (South America) | NM                         | Sem marca (No mark)                       |   |                                      |